# Chiesa di Santa Maria ad Nives (Rimini)
La chiesa di Santa Maria ad Nives, fino al 1814 chiesa di Santa Maria della Misericordia, è una chiesa sconsacrata di Rimini. Risalente al XIV secolo, fu completamente ricostruita a metà del Settecento. Dal 2016 ospita il Visitor Center della Rimini romana.

## Storia
La chiesa faceva parte del complesso dell'ospedale di Santa Maria della Misericordia, sorto nel 1368 lungo il decumano massimo (l'attuale Corso d'Augusto) su un terreno donato dal Capitolo Lateranense alla Confraternita della Beata Vergine, all'angolo con l'attuale vicolo di Santa Maria in Corte.
Il 26 giugno del 1486 Galeotto IV Maletesta, tutore di Pandolfo IV, per far fronte alle necessità dei più deboli e dei più poveri, unificò tutti e 12 gli ospedali della città non facenti parte della mensa vescovile in un'unica struttura che fu proprio identificata nell'ospedale della Misericordia. Questo comportò delle significative modifiche all'architettura dell'edificio. Per altro in generale gli ospedali non erano concepiti esattamente come li intendiamo oggi, ma come suggerisce il nome (dal latino hospitalis, che designava un luogo in cui si dava un alloggio a forestieri) il termine "spedale" (poi "ospedale") designava dei luoghi in cui, grazie alla beneficenza dei cittadini, venivano ospitati i più bisognosi della città (mendicanti, affamati, storpi, lebbrosi, appestati, folli, donne di strada, orfani ed ammalati). Nel XVI secolo l'ospedale divenne anche orfanotrofio e ancor oggi sulla facciata della chiesa esiste la buca usata allora per introdurre, come dice l'iscrizione incisa su marmo, "Elemosine e Resti all'Hospitale M[isercordia]".
Frattanto, tra il 1730 ed il 1754, la chiesa ospedaliera fu rifatta in forme barocche.
Nel 1800 nacque a Rimini l'ospedale in senso moderno, inteso cioè come "palazzo della malattia". Nel settembre di quell'anno i malati poveri ma curabili furono così trasferiti dall'ospedale Della Misericordia all'ex Collegio dei padri Gesuiti, sito nell'attuale palazzo Tonini (oggi sede del Museo della città di Rimini), che prese il nome di ente "Ospedale Infermi" e che mantenne qui la sede fino al 14 giugno 1976.
La chiesa del vecchio ospedale rimase parrocchiale fino al 1806, quando divenne succursale della chiesa dei Servi. Chiusa nel 1809, nel 1814 col ritorno di Rimini sotto lo Stato della Chiesa fu riaperta col titolo di Santa Maria ad Nives.
Seriamente danneggiata dal terremoto del 1916, la chiesa fu definitivamente sconsacrata nel 1930 e successivamente fu acquistata dal Comune di Rimini. Nel 1984 fu restaurata ad opera degli architetti Massimo Mori e Giulio Cumo e divenne sede di esposizioni temporanee, fino a quando nel 1996 la neonata Provincia di Rimini acquistò la chiesa e l'annessa sede dell'ex Ospedale per farne la sua sede. La chiesa fu nuovamente restaurata, fu spogliata dell'altare ed adibita a sala consiliare.